# Открытые образовательные ресурсы

Русская версия глобального логотипа Open Educational Resources

Открытые образовательные ресурсы, ООР (англ. Open Educational Resources, OER) — цифровые материалы, которые могут быть многократно использованы для преподавания, обучения, исследований и прочего, которые сделаны доступными с помощью открытых лицензий и которые позволяют пользователям материалов то, что не было бы просто разрешено согласно одному лишь авторскому праву. Как способ создания и распространения контента, только лишь ООР не могут ни выдать диплом, ни обеспечить академическую или административную поддержку студентам. Тем не менее, ООР-материалы начинают интегрироваться в открытое и дистанционное образование. Некоторые поставщики ООР сами присоединились к социальным медиа, чтобы усилить видимость и репутацию их контента.
ООР включают в себя различные виды цифровых ресурсов. Обучающий контент включает в себя курсы, материалы курсов, содержание модулей, учебные объекты, коллекции и журналы. Инструменты включают в себя программное обеспечение, которое поддерживает создание, доставку, использование и улучшение открытого обучающего контента, поиск и организацию контента, системы управления контентом и обучением, инструменты разработки контента и сообщества онлайнового обучения. Ресурсы реализации включают в себя лицензии на интеллектуальную собственность, которые управляют открытой публикации материалов, принципы разработки и локализацию контента. Они также включают в себя материалы о передовом опыте, такие как рассказы, публикации, техники, методы, процессы, стимулы и распространение.

## Определение и область применения
Идея открытых образовательных ресурсов (ООР) имеет множество рабочих определений. Этот термин был впервые введен на форуме ЮНЕСКО по открытым учебным курсам в 2002 году и обозначает "преподавательские, учебные и исследовательские материалы на любом носителе, цифровом или ином, которые находятся в общественном достоянии или были выпущены под открытой лицензией, разрешающей бесплатный доступ, использование, адаптацию и распространение другими лицами без каких-либо или с лимитированными ограничениями. Открытое лицензирование строится в рамках существующей системы прав интеллектуальной собственности, как это определено соответствующими международными конвенциями, и уважает авторство произведения".

Для определения ООР нередко используется определение фонда The William and Flora Hewlett Foundation:
ООР - это учебные, обучающие и исследовательские ресурсы, которые находятся в общественном достоянии или выпущены по лицензии на интеллектуальную собственность, которая разрешает их свободное использование и повторное использование другими лицами. Открытые образовательные ресурсы включают полные курсы, материалы курса, модули, учебники, потоковое видео, тесты, программное обеспечение и любые другие инструменты, материалы или методы, используемые для поддержки доступа к знаниям.
Позже фонд обновил свое определение на:
"Открытые образовательные ресурсы - это учебные, обучающие и исследовательские материалы на любом носителе - цифровом или ином - которые находятся в общественном достоянии или были опубликованы по лицензии на интеллектуальную собственность, которая разрешает бесплатные доступ, использование, адаптацию или распространение другими лицами без или с лимитированными ограничениями". В новом определении прямо указано, что ООР может включать как цифровые, так и нецифровые ресурсы. Кроме того, в нем перечислены несколько типов использования, разрешенных ООР, на основе деятельности 5R.
Действия/разрешения 5R были предложены Дэвидом Уили (David Wiley) и включают в себя:
1. Хранение (Retain) - право создавать, владеть и контролировать копии контента (например, загружать, дублировать, хранить и управлять).
2. Повторное использование (Reuse) - право использовать контент различными способами (например, в классе, в учебной группе, на веб-сайте, в видео).
3. Исправление (Revise) - право адаптировать, корректировать, модифицировать или изменять сам контент (например, переводить контент на другой язык).
4. Ремикс (Remix) - право комбинировать исходный или измененный контент с другим материалом для создания чего-то нового (например, включения контента в гибридное приложение).
5. Дальнейшее распространение (Redistribute) - право делиться копиями оригинального содержания, ваших редакций или ремиксов с другими (например, передавать копию содержания другу) [8]

Пользователям OER разрешается заниматься любым из этих видов деятельности 5R, разрешенных с использованием открытой лицензии.
Организация экономического сотрудничества и развития (ОЭСР) определяет ООР как: «оцифрованные материалы свободно и открыто предлагаемые учителям, студентам и обучающимся самостоятельно для использования и переиспользования в целях преподавания, обучения и исследований. ООР включает образовательные материалы, программное обеспечение для создания, использования и распространения контента, а также инструменты реализации, такие как открытые лицензии». (Это определение цитируется дочерним проектом Википедии - Викиверситетом). Для сравнения: Содружество обучения «приняло самое широкое определение открытых образовательных ресурсов (ООР) как «материалы, предлагаемые бесплатно, свободно и открыто для использования и адаптации в целях преподавания, обучения, развития и исследований». Проект WikiEducator предполагает, что ООР относится «к образовательным ресурсам (планам уроков, контрольным заданиям, программам, учебным модулям, симуляциям и т. д.), которые свободно доступны для использования, переиспользования, адаптации и распространения».
Приведенные выше определения раскрывают некоторые противоречия, связанные с ООР:
- Природа ресурса: некоторые из приведенных выше определений ограничивают определение ООР цифровыми ресурсами, в то время как другие считают, что в определение можно включить любой образовательный ресурс.
- Источник ресурса: в то время как некоторые определения требуют, чтобы ресурс создавался с явной образовательной целью, другие расширяют его, чтобы включить любой ресурс, который потенциально может быть использован для обучения.
- Уровень открытости: большинство определений требует, чтобы ресурс был размещен в общественном достоянии или под полностью открытой лицензией. Другие требуют, чтобы это бесплатное использование было предоставлено только в образовательных целях, возможно, за исключением коммерческого использования.

Эти определения также имеют общие элементы:
- охватывают использование и переиспользование, перепрофилирование и модификацию материалов;
- включают бесплатное использование в образовательных целях учителями и учащимися;
- охватывают все типы цифровых носителей;

Учитывая многообразие пользователей, создателей и спонсоров открытых образовательных ресурсов, неудивительно, что для ООР обнаруживается множество вариантов использования и требований. По этой причине рассмотрение различий между описаниями открытых образовательных ресурсов может быть столь же полезным, как и рассмотрение самих описаний. Одно из нескольких противоречий при достижении консенсусного описания ООР (как видно из приведенных выше определений) заключается в том, следует ли делать явный акцент на конкретных технологиях. Например, видео может быть свободно лицензировано и свободно использовано, не будучи потоковым видео. Книга может быть открыто лицензирована и свободно использоваться, не будучи электронной книгой. Это технологически обусловленное противоречие глубоко связано с дискурсом о лицензировании открытого программного обеспечения. Дополнительные сведения см. В разделе «Лицензирование и типы OER» далее в этой статье.
Также существует напряженность между организациями, которые ценят количественную оценку использования ООР, и теми, кто считает, что такие показатели не имеют отношения к свободным и открытым ресурсам. Зачастую те, кому требуются численные показатели, связанные с ООР - это лица:
- у кого есть экономические инвестиции в технологии, необходимые для доступа или предоставления электронного ООР, т.е, чьи экономические интересы могут потенциально угрожать ООР[1]
- которые требуют обоснования затрат на внедрение и обслуживание инфраструктуры или доступа к свободно доступным ООР.

Хотя можно провести семантическое различие, отделяя технологии, используемые для доступа к учебному контенту и его размещения, от самого контента, эти технологии, как правило, считаются частью самих открытых образовательных ресурсов.
Поскольку ООР предназначены для использования в различных образовательных целях, большинство организаций, использующих ООР, не присуждают степени и не предоставляют академическую или административную поддержку студентам, желающим получить кредиты колледжа для получения диплома от аккредитованного учреждения, присваивающего степень. В области открытого образования некоторые аккредитованные учреждения прилагают все усилия, чтобы предлагать бесплатные сертификаты или значки достижений для документирования и признания достижений участников.
Чтобы образовательные ресурсы были ООР, они должны иметь открытую лицензию. Многие образовательные ресурсы, доступные в Интернете, предназначены для предоставления онлайн-доступа к оцифрованному образовательному контенту, но сами материалы имеют ограниченную лицензию. Таким образом, они не являются ООР. Часто это происходит ненамеренно. Большинство преподавателей не знакомы с законом об авторском праве в своей юрисдикции, не говоря уже о международном праве. Международное право и национальные законы почти всех стран и, особенно, тех, кто присоединился к Всемирной организации интеллектуальной собственности (ВОИС), ограничивают весь контент строгим авторским правом (если только правообладатель специально не выпускает его под открытой лицензией). Лицензии Creative Commons - это наиболее широко используемая система лицензирования, используемая для ООР во всем мире.